# Heidi-Elke Gaugel
Heidi-Elke Gaugel-Hudak, nemška atletinja, * 11. julij 1959, Schönaich, Zahodna Nemčija.
Nastopila je na olimpijskih igrah leta 1984 ter osvojila bronasto medaljo v štafeti 4×400 m, ob tem je dosegla še peto mesto v štafeti 4×100 m, v tekih na 100 m in 200 m pa se je uvrstila v polfinale. Na evropskih prvenstvih je osvojila srebrno medaljo v štafeti 4x400 m leta 1986, na evropskih dvoranskih prvenstvih pa bronasto medaljo v teku na 200 m leta 1982.